# Мајска скупштина
Мајска скупштина је одржана 1/13. и 3/15. маја 1848. године у Сремским Карловцима. На њој су представници Срба из Аустријског царства одлучили да прогласе Српску Војводину, која је дефинисана као самоуправна српска област. За српског војводу изабран је пуковник Стеван Шупљикац, док је карловачки архиепскоп и митрополит Јосиф Рајачић проглашен за српског патријарха. На скупштини је исказана верност аустријском цару, а бечком двору је упућен захтев за потврду скупштинских одлука.

## Историја
Велики део Европе је 1848. године био захваћен револуционарним покретима. Док је у Бечу буржоазија рушила Метернихову владу, у жељи да успостави другачије класне односе, у другим деловима Аустријског царства је дошло до побуна националног карактера, од којих је за само царство најопаснија била револуција у Угарској. Избила је по паду канцелара Метерниха 13. марта 1848, односно по проглашењу Статутних слобода у Аустрији, 15. марта, под вођством Лајоша Кошута, са захтевом за потпуном аутономијом. Мађарски национални програм у 12 тачака у којима су постављени захтеви за поштовање грађанских слобода и равноправност. Већ 17. марта, формирана је мађарска одговорна влада на челу са председником Лајошем Баћањијем и Лајошем Кошутом као министром финансија. Неколико дана касније Срби у Будимпешти су изнели свој национални програм у 17 тачака. Тада је истакнуто да Срби признају мађарску народност, али и да желе признање свог народа и слободну употребу свог језика. Такође се захтевала слобода вероисповести, самостално уређење цркве, употреба црквеног језика, управа над школама, увођење световних лица у конзисторије, укључивање Срба у највише органе судства и државне управа и друго.
Угарски сабор је озаконио увођење мађарског језика на територији целе Угарске, чиме је озаконио мађаризацију целокупног свог становништва и поред тога што су Мађари чинили свега 37% укупног становништва. Убрзани процес мађаризације, који је подразумевао вођење административних послова, између осталог, вођење матичних књига на мађарком језику, укључујући и имена новорођене деце, а расправљало се и о увођењу литургије на мађарском је изазвао револт код Срба и немађарског становништва у Угарској.

### Побуне Срба
Прве побуне Срба, које су избиле у Земуну и Панчеву и у околини Кикинде, су биле у покушају сарадње са општим покретом у Угарској, и до стварања револуционарних органа власти. Међутим, Угарски сабор је априла 1848. донео закон по коме је требало да Угарска у потпуности измени њено политичко уређење. Тада је дошло до сусрета између мађарске и српске делегације, под вођством Ђорђа Стратимировића и Александра Сандића, која је захтевала да се Србима гарантују привилегована права и признавање народности језика. Поменута је и могућност уједињења Срба, из Угарске и Кнежевине Србије, али је Кошут особно одбацио ове идеје, одговарајући да у Мађарској постоји само мађарска нација. После тога, на скупу у порти Саборне цркве у Новом Саду, српска делегација је поднела извештај о неуспелој мисији у Пожуну, што је изазвало револт, у коме су спаљене црквене књиге на мађарском језику. Маса је тада кренула у Сремске Карловце да тражи заседање скупштине.
Митрополит Јосиф Рајачић, који је као члан угарског горњег дома учествовао у састављању угарске владе, повукао се у Сремске Карловце. Он је у почетку оклевао да сазове скупштину. Тражио је да се смире страсти и да се промисли о будућим потезима. На крају је ипак подлегао пред окупљеним народом, јер је већина мислила да је дошло време за помак у решавању националног питања.

### Скупштина
Рад на организовању Мајске скупштине је интензивиран 7/19. априла 1848, када је заказана Народна скупштина за 1/13. мај, уместо црквено-народног сабора, како га је одобрила мађарска револуционарна влада. Вође омладине и националног покрета су организовали низ акција у циљу преусмеравања локалних покрета ка јединственом националном решењу.
Скупштина је изрежирана тако да изгледа као спонтана национална манифестација. Организована је у форми дијалога између народа са једне и главних говорника скупштине митрополита Јосифа Рајачића, протосинђела Сергија Каћанског и Никанора Грујића са друге стране, тако да  би све политичке одлуке имале карактер колективних одлука. Све је било у националном романтичарском заносу, украшено тробојкама. Главне одлуке су припремљене у ужем кругу Јосифа Рајачића. За разлику од осталих народно-црквених сабора Срба,на којима је број посланика био ограничен (25 посланика из свештеничког, 25 из војничког и 25 из световног реда).

### Представник световних посланика
Филозоф Александар Сандић, адвокат и заступник посланика световног реда, као проф. др Филологије и једини Србин из Угарске овлашћен за редиговање рукописа Вука Караџића при бечком универзитету затражио је укидање мађарске и аустријске управе и увођење цивилне управе у Војној граници, стварање народне војске, укидање кметства, кулука и работе, поделу породичних задруга, право власништва над земљом, просветну аутономију, слободу штампе и говора, право на слободне изборе за народне представнике. 
На овај су сабор посланици изабрани по демократскијем систему од уобичајеног. Свако веће село имало по два, а мања места по једног представника.
Дан када је скупштина одржана је започео богослужењем у Саборној цркви, након чега се народ окупио у дворишту митрополије. Пошто се у то време тек зидала митрополитска резиденција, митрополит је као место за скупштину, одредио да буде испред старе конзисторијалне зграде са засвођеним ходником. Митрополит, праћен свештеницима, отворио је скупштину беседом, подсећањем на догађаје у Европи. Изложио је историју и позвао народ да се побрине за своју будућност, позивајући се на природна права, која припадају свим народима.
Након њега је говорио Сергеј Каћански, који је описао уговорни однос српског народа и Аустријског царства и навео да права која су њиме загарантована нису испоштована, те закључио да на основу тих права, народ може да карловачког архиепископа и митрополита Јосифа Рајачића прогласи за српског патријарха.
Последњи је говорио Никанор Грујић, који је између осталог рекао:
Код славних наших предака — тако су нас свагда скоро гледали, као да никога никада имали нисмо, него као да смо ми први из земље поизницали, само зато да другом робујемо! Код славног нашег имена — потуцали смо се од једног господара до другога као сирочад, која нису запамтила родитеља свог, без имена или под онаким именом какво нам је ко издео! Код лепог нашег језика — нисмо се могли скоро никоме у животу нашем ни потужити ни похвалити својим језиком, него смо морали тако ломити језик наш о туђе речи, као да својих и немамо! Раздробљени на стотину страна — на стотини страна свако је могао господарити над нама, а ми нисмо могли ни над самим собом, као да нисмо никада господарили сами себи!
Тражили су укидање мађарске и аустријске управе и увођење цивилне управе у Војној граници, стварање народне војске, укидање кметства, кулука и работе, поделу породичних задруга, право власништва над земљом, просветну аутономију, слободу штампе и говора, право на слободне изборе за народне представнике.
На Мајској скупштини српски народ је проглашен за „политично слободан и независан под Домом аустријским и обштом круном угарском”, граничарски пуковник огулинске регименте Стеван Шупљикац изабран je за војводу српског, а карловачки архиепископ и митрополит Јосиф Рајачић проглашен је за српског патријарха.
За вођење послова, уз војводу и патријарха изабран је и Главни народни одбор, као привремена влада Српске Војводине. Одбор је требало да разради ове одлуке сабора, да их спроведе и припреми оружану одбрану одлука скупштине. Имао је овлашћење да може сазове народни сабор. Одлучено је о слању трију делегација цару да га обавестити о жељама Срба, Хрватском сабору и делегација на Словенски конгрес у Прагу. Главни одбор је имао Одељење финансија, чији је председник био Јован Шупљикац, брат Стевана Шупљикца, а његов касир Атанасије Карамата, члан богате цинцарске породице из Земуна.
Одређена је територија Српске Војводине: Срем с Границом, Барања, Бачка с Бечејским дистриктом и Шајкашким батаљоном и Банат с Границом и Кикиндским дистриктом. Према члану 12. Устава за Српску Војводину, преузети су грб и застава црвено-плаво-бела тробојка Кнежевине Србије.
На скупу су Срби и Хрвати отворено исказали узајамне симпатије и на крају је Скупштина прогласила политички савез са Троједном краљевином Хрватском, Далмацијом и Славонијом, на бази слободе и савршене једнакости.

### Главни одбор
Главни одбор је преузео власт у своје руке. Побуњени народ је збацио са власти кнезове, пандуре, бележнике и чиновнике. Поред централних органа власти (Главног одбора – владе, патријарха, војводе) организовани су месни органи, који су заменили старе органе власти, организована је народна војска. По градовима су бирани одбори, а по селима пододбори, као нова власт, у којој су највећи утицај имали свештеници, учитељи и трговци. Поред управне, одбори су имали и судску власт, донесени су бројни прописи и уставни нацрти. Нова власт је мобилисала војску, вршила обавештајну службу, бринула се о реду и кажњавала преступнике.
Јосиф Рајачић, на челу српске депутације, је отпутовао у Инзбрук да цару Фердинанду V саопшти закључке Мајске скупштине, у присуству представника мађарске владе принца Естерхазија. Срби нису прихваћени као народ и остали су на нивоу вероисповести, у потпуној зависности од Будимпеште.
У Загребу је хрватска демократска струја, првенствено народњачка интелигенција и омладина, поздравила савез с војвођанским Србима, а одлуке Мајске скупштине прихватио је и Хрватски сабор, у којем је Јосип Јелачић изабран за бана, док га је на бански престо инсталирао сам патријарх Јосиф Рајачић.
Угарска се противила одлукама Мајске скупштине, брзо је реаговала на овај јавни иступ Срба. Сматрајући Србе бунтовницима, Кошут је позвао Угарски сабор да одобри буџет од 22 милиона форинти за припреми војну силу од 200.000 војника, Са друге стране, 8. јуна Ђорђе Стратимировић је изабран за главног заповедника српских снага, које су бројале око 40.000 Срба.. У Кнежевини Србији је кнез Александар Карађорђевић поклонио 12.000 форинти  и започело је окупљање добровољаца, док су се званичне власти уздржале од интервенције.  Сматра се да је било око 15.000 добровољаца из Србије, са око 2.000 коњаника, на чије чело је 5. августа на чело постављен Стеван Книћанин. Српске снаге нису имале припремљен старешински кадар, а коњичке јединице нису биле довољно увежбане.
Бечки двор је најпре угушио револуцију у Италији. Поставио је Јосипа Јелачића, за врховног команданта у Угарској. И Јосиф Рајачић је стао на страну Аустрије, а револуција је изгубила национални карактер. У септембру 1848. Јелачић је кренуо на Мађаре, али је доживео пораз, па се после тога повукао у Беч. Кошут је имао намеру да крене на Беч, али за то није добио подршку једног дела водећих официра.
Од јесени 1848. дошло је до економског колапса, а пуноважан новац је замењиван банкнотама и асигнатима.
У Сремске Карловце је тек 24. септембра/6. октобра 1848. дошао војвода Стеван Шупљикац, који је за свој избор сазнао налазећи се на ратишту у Италији и није желео да се прихвати функције док за то није добио царево одобрење. У Сремским Карловцима је свечано дочекан. Преузео је војну команду Ђорђа Стратимировића. Свој рад је ограничавао углавном на војничке послове, организовањем војске и њеним оспособљавањем за борбу. Тада је на територији Српске Војводине је проглашена општа мобилизација.
У октобру 1848. Хрвати су позвали Србе у борбу против Мађара. Борбе су вођене у октобру и новембру у Банату и Бачкој. Царским прогласом 15. децембра 1848, који је аустријски цар Франц Јозеф, у избеглиштву у Оломуцу због сукоба са побуњеним Мађарима, одобрио одлуке Мајске скупштине о проглашењу патријарха и избору војводе, али није потврдио самосталност Српске Војводине. После изненадне смрти српског војводе Шупљикца, 15/27. децембра 1848. у Панчеву, нови војвода није биран, а Јосиф Рајачић је почео да преузима и световну функцију. Тада је дошло до подела у српском покрету, на патријархову конзервативну и либерално-националну струју. Ђорђе Стратимировић сматрао да је он требало да преузме вођство, а Рајачић се од октобра, због близине фронта и због сукоба са Главним одбором налазио у Земуну, одакле је давао упутства и наредбе којима вршио политички утицај, усмеравајући тако српски покрет на сарадњу са Двором.
Главни одбор је полако губио свој утицај. Октроисаним статутом 4. марта 1849. је предвиђено да се Војводина прикључи Хрватској, Угарској и Ердељу. У наредном периоду уследили су српски војни порази. Положај српских снага још више се погоршао одласком добровољаца из Кнежевине Србије, под притиском Аустрије и Турске. Јула месеца Рајачић је смењен са места царског комесара и сва власт је прешла у руке бана Јелачића.

### Слом револуције
За сламање Мађарске револуције у помоћ је дошло још 100.000 војника из Русије, под командом генерала Паскијевича. Мађарска револуција је коначно угушена 13. августа 1849, после чега су кренуле казнене експедиције и војни судови.
Царским патентом 18. новембра 1849. је проглашена територија у статусу круновине, под називом Војводство Србија и Тамишки Банат, са средиштем у Темишвару. У њен састав није ушла Војна граница, ушао је само део Срема, док је остатак Срема ушао у Троједну краљевину. Титулу војводе узео је сам цар, а власт над том територијом је у је у потпуности преузео Беч. Мађарски језик је укинут, а у администрацији је немачки постао доминантан.
Аустрија је завела апсолутизам. Српска Војводина је формално постојала до 1860, када је прикључена Угарској.

## Значај
Револуција 1848. је представљала завршетак прве фазе националних покрета, који су после тога променили своје идејне основе. Одлуке Мајске скупштине са захтевима за националну и политичку равноправност су биле основа будућим генерацијама у њиховој борби за уједињењем, која се завршила уласком Војводине у састав Србије после Првог светског рата.